# Київський університет туризму, економіки і права
Київський університет туризму, економіки та права — приватний вищий навчальний заклад в Україні. КУТЕП акредитовано за четвертим, найвищим рівнем акредитації. 
Заснований 1995 року як Київський інститут туризму, економіки та права
у складі одночасно створеного навчально-науково-виробничого комплексу «Туризм, готельне господарство, економіка і право».

## Факультети
- Міжнародних економічних відносин і менеджменту
- Юридичний
- Туризму, готельного та ресторанного бізнесу